# Morellia maculipennis
Morellia maculipennis är en tvåvingeart som först beskrevs av Macquart 1846.  Morellia maculipennis ingår i släktet Morellia och familjen husflugor. Inga underarter finns listade i Catalogue of Life.